# Energia elektrostatyczna
Energia elektrostatyczna – energia układu nieruchomych ładunków elektrycznych. Energia ta jest równoważna pracy jaką należy wykonać, aby utworzyć dany układ ładunków, przesuwając je do siebie z nieskończoności:
{\displaystyle E_{p}\equiv W_{\infty r}=q_{0}\left(V_{r}-V_{\infty }\right),}
{\displaystyle E_{p}=V(r)q_{0},}
gdzie:
{\displaystyle V} – potencjał pola elektrycznego [V],
{\displaystyle q_{0}} – ładunek przesuwany w polu elektrycznym [C].
Energię elektrostatyczną pary ładunków wyraża się wzorem:
{\displaystyle E_{p}=k{\frac {q\ q_{0}}{r}},}
gdzie:
{\displaystyle q_{0}} – wartość drugiego ładunku [C],
{\displaystyle r} – odległość ładunków [m],
{\displaystyle k} – współczynnik proporcjonalności:
{\displaystyle k={\frac {1}{4\pi \varepsilon \varepsilon _{0}}},}
gdzie:
{\displaystyle \varepsilon } – bezwymiarowa względna przenikalność elektryczna ośrodka,
{\displaystyle \varepsilon _{0}} – przenikalność elektryczna próżni [F/m].
Pomijając własności niektórych materiałów które są nieliniowe lub ulegające polaryzacji elektrycznej energia elektrostatyczna spełnia warunki:
- Jest wielkością addytywną, więc energia elektrostatyczna układu wielu ładunków jest równa sumie energii każdej z par ładunków układu.
- Jest energią potencjalną, oznacza to że energia danego układu ładunków zależy tylko od rozkładu tych ładunków, a nie zależy od sposobu osiągnięcia tego układu.